# ミュージックバンク
『ミュージックバンク』（朝: 뮤직뱅크）は、韓国の放送局KBS 2TVで放送されている音楽番組。KBSワールドを通じて世界73カ国で放送されている。略称は『ミューバン』。

## 歴史
本番組は1980年代から1990年代にかけて人気を集めた音楽番組『歌謡トップ10』の後継番組として、1998年6月16日に始まった。初代司会者はリュ・シウォンとキム・ジホ。

### 歴代MC
| 代     | MC                           | MC                           | 任期                            | 放送話数        |
| 代     | 男性                         | 女性                         | 任期                            | 放送話数        |
| ------ | ---------------------------- | ---------------------------- | ------------------------------- | --------------- |
| 1代目  | リュ・シウォン               | キム・ジホ                   | 1998年6月16日 ~ 1998年10月13日  |                 |
| 2代目  | リュ・シウォン               | ファン・ユソン               | 1998年10月13日 ~ 1999年4月27日  |                 |
| 3代目  | キム・スンヒョン             | ファン・ユソン               | 1999年5月4日 ~ 1999年7月13日    |                 |
| 4代目  | ジュ・ヨンフン               | ファン・ユソン               | 1999年7月20日 ~ 1999年12月14日  |                 |
| 5代目  | ジュ・ヨンフン               | キム・ギュリ                 | 1999年12月28日 ~ 2000年4月25日  |                 |
| 6代目  | イ・フィジェ                 | ソン・ヘギョ                 | 2000年5月2日 ~ 2000年10月3日    |                 |
| 7代目  | イ・フィジェ                 | イ・ナヨン                   | 2000年10月12日 ~ 2001年4月26日  |                 |
| 8代目  | イ・フィジェ                 | キム・ボギョン               | 2001年5月3日 ~ 2001年9月27日    |                 |
| -      | イ・フィジェ                 | スペシャル MC                | 2001年10月4日                   |                 |
| 9代目  | イ・フィジェ                 | キム・ギュリ(キム・ミンソン) | 2001年10月11日 ~ 2002年4月18日  |                 |
| 10代目 | イ・フィジェ                 | キム・ミンジョン             | 2002年4月25日 ~ 2002年10月17日  |                 |
| -      | イ・フィジェ                 | スペシャル MC                | 2002年10月24日                  |                 |
| 11代目 | ピ                           | シュー (S.E.S.)              | 2002年10月31日 ~ 2003年1月30日  |                 |
| 12代目 | チョンジン(SHINHWA)          | シュー (S.E.S.)              | 2003年2月6日 ~ 2003年6月19日    |                 |
| 13代目 | チェ・ジョンウォン (UN)      | パク・チョンア (JEWELRY)     | 2003年6月26日 ~ 2004年6月11日   |                 |
| 14代目 | チソン                       | パク・ウネ                   | 2004年6月18日 ~ 2004年10月1日   |                 |
| -      | スペシャル MC                | パク・ウネ                   | 2004年10月8日 ~ 2004年11月5日   |                 |
| 15代目 | ナムグン・ミン               | ソ・イヒョン                 | 2004年11月12日 ~ 2005年4月29日  |                 |
| 16代目 | チ・ヒョヌ                   | キム・ボミン                 | 2005年5月8日 ~ 2005年10月30日   |                 |
| 17代目 | カン・ギョンジュン           | パク・キョンリム             | 2005年11月6日 ~ 2006年3月12日   |                 |
| 18代目 | カン・ギョンジュン           | チャン・ヒジン               | 2006年3月26日 ~ 2006年11月19日  |                 |
| 19代目 | ハハ                         | イ・ソヨン                   | 2006年11月26日 ~ 2007年4月1日   |                 |
| 20代目 | ハハ                         | イ・ヒョンジ                 | 2007年4月8日 ~ 2008年2月1日     |                 |
| 21代目 | TABLO (EPIK HIGH)            | キム・ソンウン               | 2008年2月15日 ~ 2008年5月16日   |                 |
| 22代目 | TABLO (EPIK HIGH)            | ミン・ソヒョン               | 2008年5月23日 ~ 2008年8月8日    |                 |
| 23代目 | ユ・セユン                   | ソ・イニョン                 | 2008年8月29日 ~ 2009年1月9日    |                 |
| 24代目 | ユ・セユン                   | パク・ウニョン               | 2009年1月16日 ~ 2009年7月31日   |                 |
| 25代目 | ソン・ジュンギ               | ソ・ヒョリム                 | 2009年8月7日 ~ 2010年11月19日   | 522回 ~ 581回   |
| 26代目 | ヒョヌ                       | キム・ミンジ                 | 2010年12月3日 ~ 2011年10月21日  | 582回 ~ 625回   |
| 27代目 | ヒョヌ                       | ユイ (AFTERSCHOOL)           | 2011年10月28日 ~ 2011年11月11日 | 626回 ~ 628回   |
| 28代目 | イ・ジャンウ                 | ユイ (AFTERSCHOOL)           | 2012年1月6日 ~ 2013年4月5日     | 635回 ~ 695回   |
| 29代目 | チョン・ジヌン (2AM)         | パク・セヨン                 | 2013年4月12日 ~ 2013年10月18日  | 696回 ~ 719回   |
| 30代目 | パク・ソジュン               | ユン・ボラ (SISTAR)          | 2013年10月25日 ~ 2015年4月24日  | 720回 ~ 783回   |
| 31代目 | パク・ボゴム                 | アイリーン (Red Velvet)      | 2015年5月1日 ~ 2016年6月24日    | 784回 ~ 842回   |
| 32代目 | カン・ミンヒョク (CNBLUE)    | ソルビン (LABOUM)            | 2016年7月1日 ~ 2016年11月4日    | 843回 ~ 860回   |
| 33代目 | イ・ソウォン                 | ソルビン (LABOUM)            | 2016年11月11日 ~ 2018年5月11日  | 861回 ~ 928回   |
| -      | スペシャル MC                | ソルビン (LABOUM)            | 2018年5月18日 ~ 2018年6月8日    | 929回 ~ 932回   |
| 34代目 | チェ・ウォンミョン           | ケイ (LOVELYZ)               | 2018年6月15日 ~ 2019年6月28日   | 933回 ~ 985回   |
| 35代目 | ボミン (Golden Child)        | シン・イェウン               | 2019年7月5日 ~ 2020年7月17日    | 986回 ~ 1037回  |
| 36代目 | スビン (TOMORROW X TOGETHER) | アリン (OH MY GIRL)          | 2020年7月24日 ~ 2021年10月1日   | 1038回 ~ 1091回 |
| 37代目 | ソンフン (ENHYPEN)           | チャン・ウォニョン (IVE)     | 2021年10月8日 ~ 2022年9月2日    | 1092回 ~ 1134回 |
| -      | スペシャルMC                 | チャン・ウォニョン (IVE)     | 2022年9月16日 ~ 2022年9月23日   | 1135回 ~ 1136回 |
| 38代目 | イ・チェミン                 | チャン・ウォニョン (IVE)     | 2022年9月30日 ~ 2023年1月13日   | 1137回 ~ 1148回 |
| -      | イ・チェミン                 | スペシャルMC                 | 2023年1月20日 ~ 2023年2月3日    | 1149回 ~ 1151回 |
| 39代目 | イ・チェミン                 | ホン・ウンチェ (LE SSERAFIM) | 2023年2月10日 ~                 | 1152回 ~        |
| -      | スペシャルMC                 | ホン・ウンチェ (LE SSERAFIM) | 2024年5月10日 ~ 2024年5月24日   | 1205回 ~ 1207回 |
| 40代   | ムン・サンミン               | ホン・ウンチェ (LE SSERAFIM) | 2024年5月31日 ~ 2024年9月27日   | 1208回 ~ 1223回 |
| 41代   | ムン・サンミン               | ミンジュ(ILLIT)              | 2024年10月4日~                  | 1224回~         |

### スペシャルMC
| スペシャルMC                                          | 放送日                         | 放送話数        | 備考                                                                     |
| ----------------------------------------------------- | ------------------------------ | --------------- | ------------------------------------------------------------------------ |
| ファン・ユソン                                        | 1998年8月25日                  | 11回            |                                                                          |
| オム・ジョンファ                                      | 1999年7月13日                  | 54回            |                                                                          |
| カン・ミヨン (Baby V.O.X), イ・ヒョリ (Fin.K.L.)      | 1999年7月20日                  | 55回            |                                                                          |
| リュ・シウォン                                        | 1999年9月14日                  | 63回            |                                                                          |
| Country Kko Kko                                       | 1999年9月21日                  | 64回            |                                                                          |
| イ・ジョンヒョン                                      | 1999年12月21日                 | 77回            |                                                                          |
| ユ・ジェソク                                          | 2000年6月20日                  | 99回            |                                                                          |
| ナム・ヒソク                                          | 2001年5月10日                  | 145回           |                                                                          |
| イム・チャンジョン, ユ・スンジュン                    | 2001年10月4日                  | 166回           |                                                                          |
| パク・チョンア (JEWELRY)                              | 2002年10月24日, 2003年6月5日   | 196回、228回    |                                                                          |
| アン・ジェモ                                          | 2003年2月20日                  | 213回           |                                                                          |
| チャ・テヒョン                                        | 2003年5月22日                  | 226回           |                                                                          |
| チャン・ナラ                                          | 2003年12月12日                 | 250回           |                                                                          |
| ピ                                                    | 2004年1月2日、2004年11月5日    | 253回、291回    |                                                                          |
| カン・ソンフン (Sechs Kies)                           | 2004年1月9日 ~ 2004年3月26日   | 254回 ~ 263回   |                                                                          |
| ソン・シギョン                                        | 2004年10月8日                  | 288回           |                                                                          |
| MCモン                                                | 2004年10月15日                 | 289回           |                                                                          |
| チョンジン (SHINHWA)                                  | 2004年10月22日                 | 290回           |                                                                          |
| パク・チョンア (JEWELRY), チェ・ジョンウォン          | 2005年1月14日                  | 300回           |                                                                          |
| BOOM                                                  | 2009年5月22日                  | 512回           |                                                                          |
| ファニ (Fly to the Sky)                               | 2009年12月4日                  | 537回           |                                                                          |
| TIM                                                   | 2011年11月18日 ~ 2011年12月2日 | 629回 ~ 631回   |                                                                          |
| ナナ (AFTERSCHOOL)                                    | 2012年2月10日                  | 640回           |                                                                          |
| ヒョリン (SISTAR), キム・ヒョナ (4minute)             | 2012年4月27日                  | 650回           |                                                                          |
| ペ・スジ (miss A)                                     | 2012年11月9日                  | 676回           |                                                                          |
| カン・ミンギョン (ダビチ)                             | 2013年4月5日                   | 695回           |                                                                          |
| イム・スロン (2AM)                                    | 2013年10月11日                 | 718回           |                                                                          |
| チョ・グォン (2AM)                                    | 2013年9月6日, 2013年10月18日   | 715回、719回    |                                                                          |
| ミナ (Girl's Day)                                     | 2014年8月8日                   | 750回           |                                                                          |
| カン・ミンヒョク (CNBLUE)                             | 2015年1月23日                  | 771回           |                                                                          |
| ウニョク (SUPER JUNIOR)                               | 2015年3月20日 ~ 2015年3月27日  | 778回 ~ 779回   |                                                                          |
| イトゥク (SUPER JUNIOR)                               | 2015年4月17日                  | 782回           |                                                                          |
| ヒムチャン (B.A.P), V (BTS)                           | 2015年12月4日                  | 814回           | with パク・ボゴム                                                        |
| シン・ヘソン (SHINHWA)                                | 2016年1月29日                  | 821回           | with アイリーン                                                          |
| マーク (NCT)                                          | 2017年3月3日                   | 875回           | with ソルビン                                                            |
| チェヨン (DIA)                                        | 2017年10月27日                 | 904回           | with イ・ソウォン                                                        |
| サナ, ジョンヨン (TWICE)                              | 2017年11月24日                 | 908回           | with イ・ソウォン                                                        |
| エン (VIXX)                                           | 2018年5月18日                  | 929回           | 公式MCイ・ソウォンの降板によるスペシャルMC with ソルビン                 |
| ソン・ドンウン (HIGHLIGHT)                            | 2018年5月25日                  | 930回           | 公式MCイ・ソウォンの降板によるスペシャルMC with ソルビン                 |
| テミン (SHINee)                                       | 2018年6月1日                   | 931回           | 公式MCイ・ソウォンの降板によるスペシャルMC with ソルビン                 |
| JIN (BTS)                                             | 2018年6月8日                   | 932回           | 公式MCイ・ソウォンの降板によるスペシャルMC with ソルビン                 |
| パク・キョンリム, キム・ジョンミン (コヨーテ)         | 2018年6月29日                  | 935回           | 20周年特集と上半期決算放送のスペシャルMC                                 |
| ボナ (宇宙少女)                                       | 2018年10月5日                  | 949回           | with チェ・ウォンミョン                                                  |
| ソラ (宇宙少女)                                       | 2019年2月1日                   | 965回           | with チェ・ウォンミョン                                                  |
| チャン・ウォニョン, キム・ミンジュ, 宮脇咲良 (IZ*ONE) | 2019年4月12日                  | 975回           |                                                                          |
| インソン (SF9)                                        | 2020年1月31日                  | 1013回          | with ボミン (Golden Child)                                               |
| ダヒョン (TWICE)                                      | 2020年6月12日                  | 1032回          | with ボミン (Golden Child)                                               |
| ヒュニンカイ（TOMORROW X TOGETHER）                   | 2021年11月19日                 | 1098回          | with ウォニョン（IVE）                                                   |
| ジョンウォン (ENHYPEN)                                | 2022年2月4日                   | 1106回          | ソンフン(ENHYPEN) 鼻炎の手術によるスペシャルMC with ウォニョン(IVE)      |
| パク・ジフ(女優)                                      | 2022年8月5日                   | 1130回          | チャン・ウォニョン(IVE)日本公演によるスペシャルMC with ソンフン(ENHYPEN) |
| ジュヨン (THE BOYZ)                                   | 2022年9月16日                  | 1135回          | with チャン・ウォニョン(IVE)                                             |
| イ・ヨンジ (ラッパー)                                 | 2022年9月23日                  | 1136回          | with チャン・ウォニョン(IVE)                                             |
| スルギ (Red Velvet)                                   | 2022年10月14日                 | 1139回          | チャン・ウォニョン(IVE)日本公演によるスペシャルMC with イ・チェミン      |
| ユナ (ITZY)                                           | 2022年12月2日                  | 1145回          | チャン・ウォニョン(IVE)日本公演によるスペシャルMC with イ・チェミン      |
| ヘウォン (NMIXX)                                      | 2023年1月6日                   | 1147回          | チャン・ウォニョン(IVE)タイ公演によるスペシャルMC with イ・チェミン      |
| ミンジ (NewJeans)                                     | 2023年1月20日 ~ 2023年1月27日  | 1149回 ~ 1150回 | with イ・チェミン                                                        |
| ミミ (OH MY GIRL)                                     | 2023年2月3日                   | 1151回          | with イ・チェミン                                                        |
| ダヒョン (TWICE)                                      | 2023年3月24日                  | 1157回          | with イ・チェミン                                                        |
| ジャン・ハオ (ZEROBASEONE)                            | 2024年5月24日、2024年9月6日    | 1207回、1220回  | with ホン・ウンチェ                                                      |

## K-チャート
「K-チャート」は、本番組による独自の音楽チャートである。2022年までは、毎週、デジタル音源、アルバムのフィジカル売上、テレビ・ラジオ番組での放送回数、視聴者の評価、ソーシャルメディア(YouTube・TikTok等での人気)の点数を合計して(各項目に点数の上限はない)、1位から50位までの順位を発表していた。

2023年からは、デジタル音源、アルバムのフィジカル売上、テレビ・ラジオ番組での放送回数、ソーシャルメディア(YouTube・TikTok等での人気)、アプリを通じた事前投票の点数を合計して(各項目に点数の上限はない)、1位から50位までの順位を発表している。

## ワールドツアー
本番組とは別にK-POPのコンサートを行った。
- 2011年7月13日：東京ドーム（ 日本）
- 2012年2月8日：パレ・オムニスポール・ド・パリ・ベルシー（ フランス）
- 2012年3月15日：ベトナム国際コンベンション センター（ ベトナム）
- 2012年6月23日：アジアワールド・エキスポ（ 香港）
- 2012年11月2日：キンタ・ベルガラ（ チリ）
- 2013年3月9日：ゲロラ・ブン・カルノ・スタジアム（ インドネシア）
- 2013年9月7日：ウルケル・スポーツアリーナ（ トルコ）
- 2014年6月7日：HSBCアリーナ（ ブラジル）
- 2014年10月30日：アレナ・シウダ・デ・メヒコ（ メキシコ）
- 2015年：ハノイ（ ベトナム）
- 2017年：シンガポール（ シンガポール）・ジャカルタ（ インドネシア）
- 2018年：サンティアゴ（ チリ）・ベルリン（ ドイツ）
- 2019年 : アジアワールド・エキスポ（ 香港）
- 2022年11月12日 : サンティアゴ ( チリ)
- 2023年4月8日 : パリ・ラ・デファンス・アレナ ( フランス)
- 2023年12月9日 : ベルーナドーム（ 日本）[注 3][6]
- 2024年4月20日 : スポーツパレス（ ベルギー）
- 2024年10月12日 : エスタディオ・サンティアゴ・ベルナベウ（ スペイン）
- 2024年12月14日・15日 : みずほPayPayドーム福岡（ 日本）[注 3][7]

## 日本での放送・配信
韓国放送公社がスカパー!や一部のケーブルテレビ局などに放送しているKBSワールドの日本向けチャンネルや三井物産が運営しているBSデジタル放送のワールド・ハイビジョン・チャンネルにて放送されている。また、TBSテレビ・テレビ東京・WOWOWなどの合弁による定額制動画配信サービスのParaviでも配信している。